# The Book About My Idle Plot on a Vague Anxiety
The Book About My Idle Plot on a Vague Anxiety è l'album di debutto della band giapponese Toe, pubblicato nel 2005.

## Tracce
1. 反逆する風景 (Hangyaku Suru Fuukei) – 0:58
2. 孤独の発明 (Kodoku no Hatsumei) – 3:23
3. Tremolo + Delay – 3:03
4. 向こう岸が視る夢 (Mukougishi ga Miru Yume) – 4:42
5. All I Understand Is that I Don't Understand – 4:54
6. C – 4:07
7. Past and Language – 5:30
8. Music for You – 1:48
9. I Do Still Wrong – 3:00
10. メトロノーム (Metronome) – 3:37
11. Everything Means Nothing – 3:14